# Бородін Петро Григорович
Петро́ Григо́рович Бороді́н (23 травня (5 червня) 1905 , Дніпро  — 1986 , Ужгород ) — український радянський партійний і державний діяч, перший керівник ЦК Компартії Молдови (1940-1941). Член ЦК КП(б)У в 1940–1949 рр. Член Центральної Ревізійної Комісії ВКП(б) у лютому 1941—1952 р. Депутат Верховної Ради СРСР 1-го скликання з січня 1941 року.

## Життєпис
Народився 23 травня (5 червня) 1905 року в родині робітника-машиніста в місті Катеринославі, тепер місто Дніпро, Дніпропетровська область, Україна. У червні 1923 — січні 1927 р. — робітник 8-ї дільниці служби шляхів у місті Катеринославі (Дніпропетровську). У 1924 році вступив до комсомолу.
Член ВКП(б) з травня 1926 року.
У січні 1927 — вересні 1928 р. — хронометражист, а у вересні 1928 — вересні 1929 р. — технік-будівельник Дніпропетровського металургійного заводу імені Петровського. У вересні 1929 — червні 1930 р. — студент Дніпропетровського інженерно-будівельного інституту.
У червні 1930 закінчив Дніпропетровський інженерно-будівельний інститут, здобув спеціальність інженера-будівельника. У червні 1930 — лютому 1937 р. — науковий працівник, викладач Дніпропетровського інженерно-будівельного інституту. У 1936 році закінчив аспірантуру при цьому інституті. У лютому 1937 — липні 1938 р. — викладач технічної механіки Дніпропетровського автогенно-зварювального технікуму.
У липні 1938 — січні 1939 року — відповідальний організатор відділу керівних партійних органів ЦК КП(б)У в місті Києві.
У січні — червні 1939 року — 2-й секретар Молдовського обласного комітету КП(б)У.
У червні 1939 — серпні 1940 року — 1-й секретар Молдовського обласного комітету КП(б)У.
4 вересня 1940 — 7 вересня 1942 року (офіційно — 27 січня 1945) — 1-й секретар ЦК КП(б) Молдавії.
З початком Німецько-радянської війни у липні 1941 — березні 1942 р. — член Військової ради Південного фронту. У березні — серпні 1942 р. — виконував функції 1-го секретаря ЦК КП(б) Молдавії в місті Ворошиловграді Української РСР.
У серпні 1942 — січні 1943 р. — начальник політичного відділу 71-ї стрілецької дивізії Карельського фронту. У січні — квітні 1943 р. — інструктор з організаційно-партійної роботи Політичного управління Волховського фронту.
З квітня 1943 й до травня 1946 року — заступник з політичної частини начальника 2-го фронтового управління оборонного будівництва (ФУОС) Волховського, Ленінградського, 3-го Прибалтійського фронтів.
У червні — серпні 1946 р. — в розпорядженні ЦК КП(б)У в Києві
У серпні 1946 — червні 1949 р. — начальник Закарпатського обласного управління промисловості будівельних матеріалів. У червні 1949 — вересні 1953 р. — завідувач відділу планових, фінансових і торговельних органів Закарпатського обласного комітету КП(б) — КП України.
У вересні 1953 — грудні 1955 р. — завідувач промислово-транспортного відділу Рівненського обласного комітету КПУ.
З 1956 — на господарській роботі в Закарпатській області. У січні 1956 — лютому 1959 р. — начальник Ужгородського міського управління промисловості будівельних матеріалів. У лютому 1959 — липні 1962 р. — начальник відділу будівництва і архітектури Закарпатського облпроекту.
У липні 1962 — травні 1963 р. — начальник монтажної дільниці № 83 Закарпатської обласної спілки споживчої кооперації. У травні — грудні 1963 р. — директор цегельно-черепичного заводу в місті Чопі Закарпатської області. У грудні 1963 — травні 1964 р. — начальник цеху № 1 Ужгородського цегельно-черепичного заводоуправління Закарпатської області. У травні — жовтні 1964 р. — старший інженер бюро експертизи Ужгородського міського відділу в справах будівництва і архітектури. У жовтні 1964 — березні 1965 р. — інспектор державного архітектурно-будівельного контролю у місті Ужгороді.
У березні 1965 — січні 1967 р. — старший інженер лабораторії Закарпатського тресту будівельних матеріалів. У січні 1967 — серпні 1968 р. — завідувач лабораторії Ужгородського цегельно-черепичного заводоуправління.
У серпні 1968 — січні 1969 р. — інспектор архітектури Ужгородського філіалу Українського державного інституту проектування міст. У січні 1969 — березні 1970 р. — інженер-інспектор охорони пам'ятників і архітектури у місті Ужгороді. У березні — жовтні 1970 р. — на пенсії.
У жовтні 1970 — лютому 1971 р. — інженер технічного бюро Закарпатського обласного відділу в справах будівництва і архітектури. У лютому — грудні 1971 р. — завідувач лабораторії тресту будівельних матеріалів у місті Ужгороді. У грудні 1971 — липні 1972 р. — на пенсії. У липні — грудні 1972 р. — інженер Закарпатського обласного відділу в справах будівництва і архітектури.
З грудня 1972 р. — на пенсії у місті Ужгороді, де й помер в березні 1986 року.

## Звання
- майор

## Нагороди
Був нагороджений двома орденами Вітчизняної війни 2-го ступеня (01.08.1944, 11.03.1985), орденом «Знак Пошани» і медалями.